# 菜の花ラインに乗りかえて
『菜の花ラインにのりかえて』（なのはなラインにのりかえて）は、2013年10月9日にNHK BSプレミアムで放送されたテレビドラマである。「NHK千葉放送局 開局70周年記念作品」であり、NHK千葉放送局制作の地域発ドラマとして放送された。2014年1月31日、2月1日（関東地方のみ）、2015年5月6日に総合テレビにて再放送された。

## あらすじ
徳川家康の四天王の一人で、安土桃山時代に、大多喜城10万石の城主であった本多忠勝の末裔という、本多かおりは、航空会社の国際線客室乗務員だったが、恋人でもあった上司から契約を打ち切られ、自らが生まれ育った千葉県大多喜町に帰省。地元のローカル線の運転士養成募集のポスターを見て、運転士を目指す。

## 登場人物
本多かおり
演 - 吹石一恵
元国際線客室乗務員。失恋、退職を理由に郷里へ帰省。地元ローカル線の運転士募集の張り紙を見て、貯蓄総額700万円を掛け、再スタートを決意。
神崎和也
演 - 石黒賢
元大手家電メーカーサラリーマン。
鴨川善三郎
演 - 梅宮辰夫
68歳で運転士に挑戦する謎の男。
市原敏明
演 - 小林隆
訓練生を指導する先輩運転士。
市原優
演 - 小川涼
鉄道に詳しい女子高校生。
本多陽一
演 - 大内厚雄
本多かおりの兄。
本多頼子
演 - 浅田美代子
本多かおりの母。
松戸隆
演 - 渡辺正行
かざみ鉄道社長。路線継続の為、さまざまなアイデアを提案。
桂木浩介
演 - 山崎樹範
本多かおりの元恋人で航空会社の元上司。かおりに対して､リストラと破局を言い渡し、殴られる（どうやら二股をかけていた様子）。
もなか屋のおじさん
演 - 片岡鶴太郎